# Meine Onkel, die Daltons
Meine Onkel, die Daltons (französischer Originaltitel: Les Tontons Dalton) ist ein Lucky-Luke-Album aus der Feder des französischen Zeichners Achdé. Die 2015 erstmals erschienene Geschichte wurde von Laurent Gerra und Jacques Pessis getextet. Die deutsche Ausgabe wurde als Band 93 der Reihe im Ehapa-Verlag aufgelegt.
In der Geschichte bewähren sich die Daltons mehr oder weniger erfolgreich als Erzieher. Der Band ist eine Parodie auf den Gangsterfilm Mein Onkel, der Gangster (französischer Originaltitel: Les Tontons flingueurs).

## Handlung
Emmett Dalton soll eine Romanze gehabt haben, aus der ein Sohn hervorging. Die Mutter, die mittlerweile ein Star ist, will ihn in die Obhut der jungen Brüder Dalton geben. Lucky Luke ist alles andere als begeistert, als ihm der Gefängnisdirektor, bei dem diese einsitzen, eröffnet, dass sie deswegen in den offenen Strafvollzug entlassen werden sollen und er als Aufpasser dabei sein soll.
Joe Dalton, der Kopf der Bande, findet zwar die Entlassung famos, dass allerdings Averell zum Paten von „Junior“ ernannt wird, macht ihn rasend, da er selbst Anspruch darauf erhebt, „der Pate“ zu sein.
Am nächsten Morgen werden sie von Herrn Blanchini, dem Notar der Mutter, und Junior abgeholt. Unterwegs zeigt Junior bereits deutlich, dass er ein Dalton ist: Ohne groß aufzufallen, raubt er den Zug aus. Gleichzeitig eröffnet Blanchini Luke, dass ihm für die Erziehung des Jungen eine beträchtliche Menge Geld zur Verfügung steht. Fortan möchte sich Joe dieses Geld unter den Nagel reißen.
Als sie dann am Ziel ihrer Reise, in Highso City, ankommen, bricht beim Anblick der Daltons gleich Panik aus und nur durch Glück entgehen die Reisenden einer Gewehrkugel. Auch bei seinen Kameraden in der Schule ist der junge Dalton schnell Ziel von Anfeindungen – lediglich aufgrund seines Namens. Er bekommt auch bereits am ersten Tag einen Eselshut. Die Nachhilfestunden, die die Daltons – selber kaum des Lesens mächtig – Junior geben, sind auch kaum geeignet, ihn auf die rechte Bahn zu bringen. Weiteren Ärger gibt es in der Stadt, als Rantanplan, den Junior als „Schmusehund“ bezeichnet, einen Schinken mitgehen lässt. Damit sind jetzt sowohl Eltern als auch die Kinder gegen Junior aufgebracht. Luke ist kurz davor, die ganze Sache wieder aufzugeben.
Da hat Blanchini eine Idee: Er lässt Ma Dalton kommen – die einzige Person, die die Daltons im Griff hat. Um die Wogen zu glätten, will sie eine Geburtstagsfeier organisieren. Da Mas Worte auch beim Lehrer Eindruck hinterlassen, kommt das ganze Dorf zum Fest, und es wirkt, als ob der Kleine seinen schlechten Ruf (und den seines Namens) hinter sich lassen kann.
Doch als alle nach Hause gegangen sind, fehlt Junior: Er wurde entführt, um Lösegeld zu erpressen. Als Lucky Luke mit Hilfe von Jolly Jumper die Situation bereits bereinigt hat, tauchen die Daltons auf und wollen mit dem Lösegeld abhauen. Zuvor soll allerdings noch der ihnen verhasste Luke umgelegt werden. Diesmal wird dies aber durch Junior verhindert, der erkannt hat, wie sehr ihm Luke geholfen hat und wie gern er auch in die Schule geht. Er wird schließlich als Klassenbester geehrt, während den Daltons von Seiten der Mutter das Vertrauen wieder entzogen wird und sie zurück ins Gefängnis wandern.

## Ausgabe
- Achdé, Gerra, Pessis: Meine Onkel, die Daltons; Ehapa-Verlag; Berlin 2015; ISBN 978-3-7704-3860-0